# Política da Rússia
A Federação Russa é uma república semipresidencialista federal que tem o Presidente como chefe de Estado e o Primeiro-ministro como chefe de governo.
Desde o colapso da União Soviética no fim de 1991, a Rússia enfrentou sérios desafios no seu esforço para criar um sistema político após 75 anos de governação socialista. Por exemplo, as principais figuras nos ramos Legislativos e Executivos defendiam vistas opostas da direção política da Rússia e dos instrumentos governativos que deveriam ser usados para as seguir. O conflito alcançou o seu clímax em setembro e outubro de 1993, quando o presidente Boris Ieltsin usou força militar para dissolver o parlamento e convocou novas eleições legislativas (ver Crise constitucional russa de 1993). Este evento marcou o fim do primeiro período constitucional russo, que ficou definida pela muito emendada constituição  adotada pela república russa em 1978. Uma nova constituição, criando uma presidência forte, foi aprovada em referendo a dezembro de 1993.
Com uma nova constituição e um novo parlamento multipartidário, a estrutura política russa subsequentemente demonstrou sinais de estabilização. Como o período de transição se estendeu pela primeira metade da década de 1990, a centralização do poder a nível nacional continuou a declinar, já que as regiões passaram a desfrutar de certa autonomia política. Apesar do fim do conflito entre os poderes executivo e legislativo, ambos permaneceram como representantes de duas visões distintas sobre o futuro do país.

## Contexto histórico

### A herança soviética
A primeira constituição da União Soviética, conforme promulgada em 1924, incorporou um tratado de união entre várias repúblicas soviéticas, sendo que as fronteiras de cada subunidade incorporavam o território de uma nacionalidade específica. A Constituição dotou as novas repúblicas de soberania, embora elas tenham delegarado voluntariamente a maioria de seus poderes soberanos ao centro soviético. A soberania formal era evidenciada pela existência de bandeiras, constituições e outros símbolos estatais, e pelo "direito" constitucional garantido pelas repúblicas de se separar da URSS. A Rússia era a maior das repúblicas da União em termos de território e população. Durante o período da Guerra Fria (1947-1991), a etnia russa dominou a política e o governo soviéticos, além de também controlar boa parte das administrações locais.
Devido ao domínio dos russos nos assuntos da URSS, algumas das instituições de governo e da administração que eram típicas da vida pública na Rússia não foram desenvolvidas nas outras repúblicas, como, por exemplo, um partido comunista de nível republicano, uma academia russa de ciências e sindicatos. Na medida em que as nacionalidades titulares das outras catorze repúblicas sindicais começaram a exigir maiores direitos republicanos no final dos anos 1980, no entanto, os russos também começaram a exigir a criação ou o fortalecimento de várias instituições especificamente russas na URSS. Certas políticas do líder soviético Mikhail Gorbachev (no cargo de Secretário Geral do Partido Comunista da União Soviética de 1985 a 1991) também encorajaram as nacionalidades das repúblicas, incluindo a República Russa, a fazer valer seus direitos. Essas políticas incluíam o glasnost (literalmente, "manifestação pública"), que possibilitou discussões abertas sobre reformas democráticas e problemas públicos há muito ignorados, como a poluição. A Glasnost também trouxe reformas constitucionais que levaram à eleição de novas legislaturas republicanas com blocos substanciais de representantes pró-reforma.
Em março de 1990, uma nova legislatura, chamada de Congresso dos Deputados do Povo, foi eleita numa votação amplamente livre e competitiva. Após a convocação em maio, o congresso elegeu Boris Yeltsin, um antigo protegido de Gorbachev que havia sido afastado dos altos escalões do partido devido às suas propostas radicais de reforma e à sua personalidade errática, como presidente do corpo permanente do congresso, o Soviete Supremo. No mês seguinte, o Congresso declarou a soberania da Rússia sobre seus recursos naturais e a primazia das leis russas sobre as do governo central soviético. Durante 1990-1991, a URSS reforçou a sua soberania através do estabelecimento de ramos russos das organizações soviéticas, como o Partido Comunista, a Academia de Ciências da União Soviética, instalações de rádio e televisão e o Comité de Segurança do Estado (Komitet gosudarstvennoy bezopasnosti - KGB) . Em 1991, a Rússia criou um novo cargo executivo, a presidência, seguindo o exemplo de Gorbachev, que criara esse cargo para a URSS em 1990. A eleição presidencial russa de junho de 1991 conferiu legitimidade ao cargo, ao passo que Gorbachev evitou essa eleição e tinha sido nomeado pelo parlamento soviético. Apesar das tentativas de Gorbachev de desencorajar o eleitorado da Rússia de votar nele, Yeltsin ganhou a eleição popular para se tornar o presidente, derrotando cinco outros candidatos com mais de 57% dos votos.
Yeltsin usou seu papel como presidente da Rússia para proclamar a soberania e o patriotismo russo, e sua legitimidade como presidente foi uma das principais causas do colapso da tentativa de golpe do governo linha-dura e dos oficiais do partido contra Gorbachev em agosto de 1991 (golpe de agosto de 1991). Os líderes do golpe haviam tentado derrubar Gorbachev a fim de suspender seu plano de assinar o Tratado da União dos Estados Soberanos, pois acreditavam que destruiria a União Soviética. Yeltsin se opôs desafiadoramente aos golpistas e pediu a restauração de Gorbachev, mobilizando o público russo. Mais importante ainda, a facção de Yeltsin liderou elementos nos "ministérios de poder" que controlavam os militares, a polícia e a KGB para se recusarem a obedecer às ordens dos golpistas. A oposição liderada por Yeltsin, combinada com a irresolução dos conspiradores, causou o colapso do golpe após três dias.

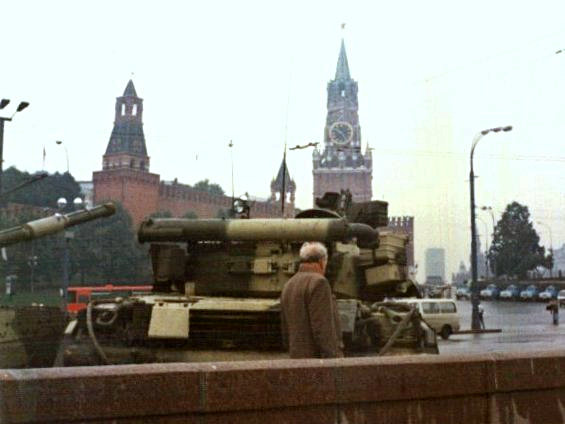
Tanques na Praça Vermelha durante a tentativa de golpe de 1991.

Após o fracassado golpe de agosto, Gorbachev encontrou uma organização de poder fundamentalmente alterada, com Yeltsin controlando de fato grande parte do aparato administrativo soviético. Embora Gorbachev tenha retornado à sua posição como presidente soviético, os eventos começaram a contorná-lo. As atividades do Partido Comunista foram suspensas e a maioria das repúblicas da URSS rapidamente declararam suas independências, embora muitas ainda parecessem dispostas a assinar o tratado de confederação vagamente delineado de Gorbachev. Os estados bálticos alcançaram independência total e rapidamente receberam reconhecimento diplomático de muitas nações. O governo de Gorbachev reconheceu a independência da Estônia, da Letônia e da Lituânia em agosto e setembro de 1991.
No final de 1991, o governo de Yeltsin assumiu o controle orçamentário do governo de Gorbachev. A Rússia não declarou sua independência e Yeltsin continuou a esperar pelo estabelecimento de alguma forma de confederação. Em dezembro, uma semana após a aprovação da República da Ucrânia por referendo, Yeltsin e os líderes da Ucrânia e da Bielorrússia se reuniram para formar a Comunidade de Estados Independentes (CEI). Em resposta aos pedidos de admissão por países da Ásia Central e de outras repúblicas soviéticas, realizou-se em Alma-Ata, a 21 de dezembro, outra reunião para formar uma CIS ampliado. Nessa reunião, todas as partes declararam que o tratado de união de 1922, que havia estabelecido a União Soviética, havia sido anulado e que a União Soviética deixara de existir. Gorbachev anunciou oficialmente a decisão em 25 de dezembro de 1991. A Rússia ganhou reconhecimento internacional como principal sucessora da União Soviética, recebendo o assento permanente da União Soviética no Conselho de Segurança das Nações Unidas e posições em outras organizações internacionais e regionais. Os estados da CEI também concordaram que a Rússia inicialmente assumiria as embaixadas soviéticas e outras propriedades no exterior.

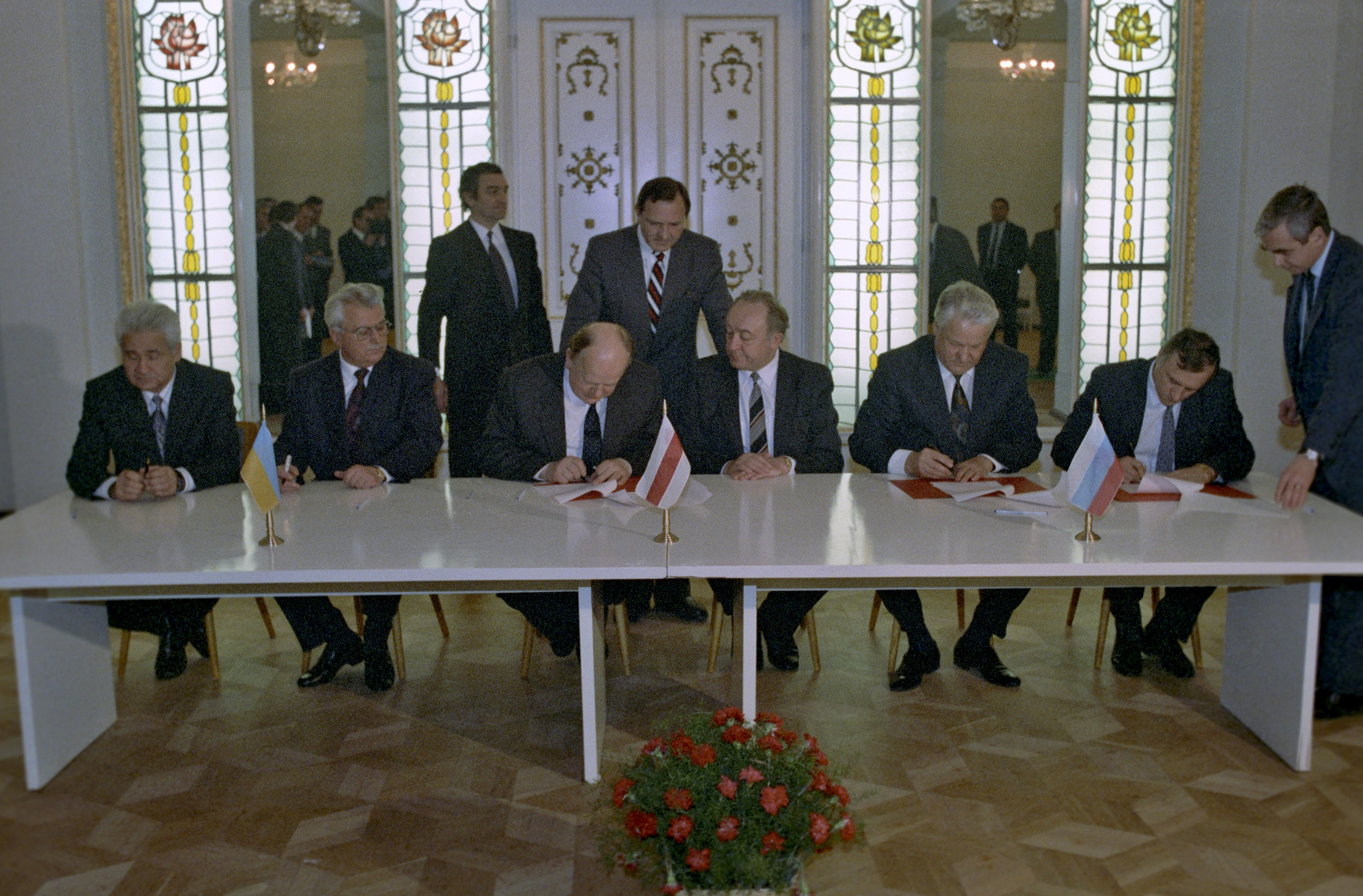
Líderes das repúblicas soviéticas assinam os Acordos de Belovezha, eliminando a URSS e estabelecendo a Comunidade de Estados Independentes.

Em outubro de 1991, durante o período da "lua-de-mel" após sua resistência ao golpe soviético, Yeltsin convenceu o legislativo a conceder-lhe poderes executivos (e legislativos) especiais por um ano para poder implementar suas reformas econômicas. Em novembro de 1991, Yeltsin nomeou um novo governo, tendo ele mesmo como primeiro-ministro interino, cargo que ocupou até a nomeação de Yegor Gaidar como primeiro-ministro interino em junho de 1992.

### Desenvolvimentos pós-soviéticos
Durante 1992, Yeltsin e suas reformas foram alvo de ataques crescentes de ex-membros e funcionários do Partido Comunista da União Soviética, de nacionalistas radicais e de outros que pediam que a reforma fosse retardada ou mesmo interrompida na Rússia. Um locus dessa oposição era, cada vez mais, o parlamento de duas câmaras, o Soviete Supremo da Rússia, compreendendo o Soviete da República e o Soviete das Nacionalidades. O presidente do Soviete Supremo, Ruslan Khasbulatov, tornou-se o oponente mais veemente de Yeltsin. Sob a constituição de 1978, o parlamento era o órgão supremo do poder na Rússia. Depois que a Rússia acrescentou o cargo de presidente em 1991, a divisão de poderes entre os dois ramos permaneceu ambígua, enquanto o Congresso dos Deputados do Povo da Rússia (CPD) manteve seu poder "para examinar e resolver qualquer assunto dentro da jurisdição da Federação Russa". Em 1992, o Congresso foi ainda mais empoderado, ganhando a capacidade de suspender quaisquer artigos da Constituição, por meio da alteração do artigo 185 da Constituição de 1978 (Lei Básica) da Federação Russa.
Embora Yeltsin tenha conseguido superar a maioria dos desafios ao seu programa de reformas quando o CPD se reuniu em abril de 1992, ele sofreu uma perda significativa de seus poderes executivos especiais em dezembro. O CPD ordenou que ele suspendesse as nomeações de líderes locais e também de emissários adicionais de supervisão local (denominados "representantes presidenciais"). Yeltsin também perdeu o poder de emitir decretos especiais sobre a economia, mantendo seu poder constitucional de emitir decretos de acordo com as leis existentes. Quando o CPD rejeitou a tentativa de Yeltsin de garantir a confirmação de que Gaidar era o primeiro-ministro (dezembro de 1992), Yeltsin nomeou Viktor Chernomyrdin, a quem o parlamento aprovou por ser considerado economicamente mais conservador do que Gaidar. Após negociações contenciosas entre o parlamento e Yeltsin, os dois lados concordaram em realizar um referendo nacional para permitir que a população determinasse a divisão básica de poderes entre os dois ramos do governo. Nesse meio tempo, propostas para extrema limitação do poder de Yeltsin foram apresentadas.
No entanto, no início de 1993, houve um aumento da tensão entre Yeltsin e o parlamento sobre o referendo e sobre a divisão de poderes. Em meados de março de 1993, uma sessão de emergência do CPD rejeitou as propostas de Yeltsin sobre a partilha do poder e cancelou o referendo, mais uma vez abrindo as portas para uma legislação que mudaria o equilíbrio de poder da presidência. Diante desses contratempos, Yeltsin dirigiu-se diretamente à nação para anunciar um "regime especial", sob o qual assumiria poder executivo extraordinário até os resultados de um referendo sobre o momento das novas eleições legislativas, sobre uma nova constituição e sobre a confiança do público no presidente e no vice-presidente. Depois que o Tribunal Constitucional declarou seu anúncio inconstitucional, Yeltsin recuou.
Apesar da mudança de opinião de Yeltsin, uma segunda sessão extraordinária do CPD levou à discussão medidas de emergência para defender a constituição, incluindo o impeachment do presidente. Embora o voto de impeachment tenha falhado, o CPD estabeleceu novos termos para um referendo popular. A versão do referendo perguntava aos cidadãos se tinham confiança em Yeltsin, se aprovavam suas reformas e se apoiavam eleições presidenciais e legislativas antecipadas. Segundo os termos do CPD, Yeltsin precisaria do apoio de 50% dos eleitores para evitar uma eleição presidencial antecipada, ao invés de 50% dos votos computados. Na votação de 25 de abril, os russos não conseguiram fornecer esse nível de aprovação, mas a maioria dos eleitores aprovou as políticas de Yeltsin e pediu novas eleições legislativas.
Em junho de 1993, Yeltsin decretou a criação de uma convenção constitucional especial para examinar o projeto de Constituição que ele havia apresentado em abril. Esta convenção foi concebida para contornar o parlamento, que estava trabalhando em seu próprio projeto de constituição. Como esperado, os dois principais projetos continham visões contrárias das relações executivo-legislativo. A convenção, que incluía delegados das principais organizações políticas e sociais e das 89 jurisdições subnacionais, aprovou um projeto de compromisso de constituição em julho de 1993, incorporando alguns aspectos do esboço do parlamento. O parlamento não aprovou o esboço, no entanto.
No final de setembro de 1993, Yeltsin respondeu ao impasse nas relações executivo-legislativo repetindo seu anúncio de um referendo constitucional, mas desta vez  dissolvendo o parlamento e anunciando novas eleições legislativas para dezembro (Crise constitucional russa de 1993). O CPD reuniu-se novamente em sessão de emergência, confirmando o vice-presidente Aleksandr Rutskoy como presidente e votando pelo impeachment de Yeltsin. Em 27 de setembro, unidades militares cercaram o prédio legislativo (popularmente conhecido como Casa Branca - Russa: елый дом), mas 180 delegados se recusaram a deixar o prédio. Depois de um impasse de duas semanas, Rutskoy pediu aos partidários do lado de fora do prédio legislativo para que superassem as forças militares de Yeltsin, havendo incêndios e a destruição de propriedades em vários locais em Moscou.
No dia seguinte, em 3 de outubro, Yeltsin escolheu uma solução radical para resolver sua disputa com o parlamento: ele convocou tanques para bombardear o prédio do parlamento. Sob a direção do ministro da Defesa Pavel Grachev, os tanques dispararam contra a Casa Branca e as forças militares ocuparam o prédio e o resto da cidade. Como Yeltsin estava dando o passo inconstitucional de dissolver a legislatura, a Rússia chegou no cenário mais próximo de um conflito civil desde a Revolução de 1917.
Esse confronto aberto e violento permaneceria como pano de fundo para as relações de Yeltsin com o poder legislativo nos próximos três anos.

## Constituição e a estrutura de governo
Entre 1992 e 1993, Boris Iéltsin defendeu que Constituição Russa de 1978, então em vigor, era obsoleta e contraditória e que a Rússia necessitava de uma nova constituição, visando também ampliar os poderes do Executivo. Estas declarações levaram à apresentação de projetos constitucionais rivalizantes pelo Legislativo. A falha do Parlamento em fortalecer um compromisso foi um dos fatores determinantes da dissolução do Parlamento, que por sua vez levou à Crise constitucional de 1993. Iéltsin, então, usou de seus poderes presidenciais para estabelecer uma assembleia constitucional favorável, que rapidamente elaborou um projeto visando uma estrutura executiva mais forte e atendendo aos resultados do referendo de 1993.
A Constituição de 1993 declara a Rússia uma república democrática federativa. O poder Estatal é estruturado nos ramos legislativo, executivo e judiciário. A diversidade de ideologias e religiões também é garantida pela Constituição, e uma ideologia compulsória do Estado não poder ser adotada. Também é contemplado o direito a um sistema político multipartidário. O conteúdo das leis deve ser publicado antes de que elas sejam validadas e devem estar de acordo com as leis e princípios internacionais. A língua russa é o idioma oficial da nação, apesar de que as repúblicas que a compõem podem adotar outros idiomas em seus respectivos territórios.

## Poder Executivo

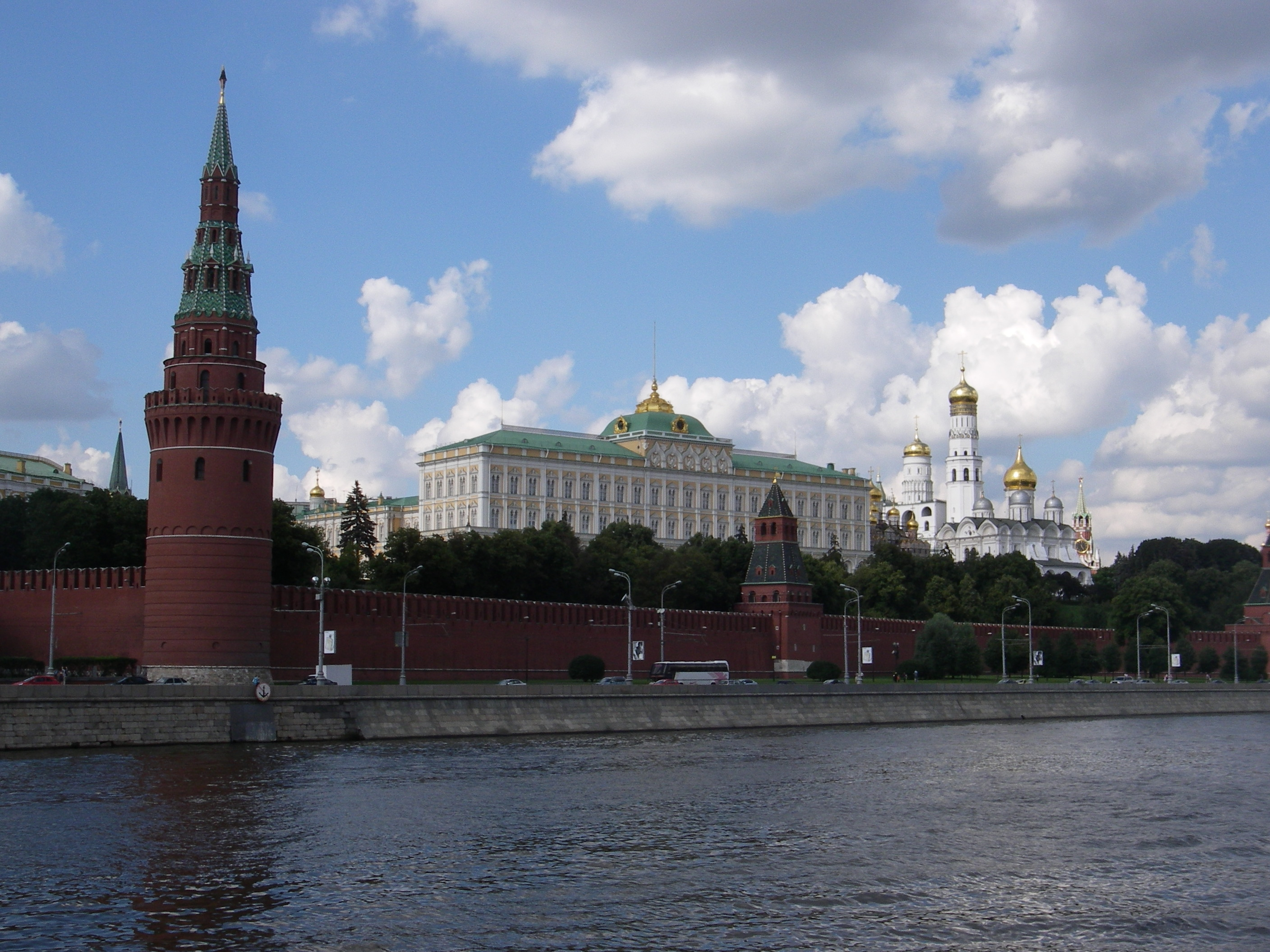
Complexo do Kremlin, em Moscovo.

A Constituição de 1993 criou um executivo duplo que consiste de um presidente e um primeiro ministro, mas o presidente é a figura dominante. A constituição explicita muitas prerrogativas de uma maneira específica, mas alguns poderes desfrutados por Yeltsin foram desenvolvidos de maneira ad hoc.

### Poderes presidenciais
O presidente da Rússia é o chefe de estado, protetor da Constituição, dos direitos e das liberdades dos cidadãos e tem de acionar qualquer medida para proteger a integridade da soberania russa. É ele que representa a Rússia nos encontros diplomáticos. Tem também a função de escolher o primeiro-ministro, desde que com o consentimento da Duma.
O presidente da Rússia determina a direção básica da política interna e externa da Rússia e representa o Estado Russo dentro do país e nas relações exteriores. O presidente nomeia e pede o retorno dos embaixadores da Rússia após consulta ao Legislativo, aceita as credenciais e cartas de representantes estrangeiros, conduz negociações internacionais e assina tratados internacionais. Uma provisão especial permitiu a Yeltsin completar o prazo prescrito para terminar em junho de 1996 e então exercer os poderes da nova constituição, embora ele tivesse sido eleito sob uma ordem constitucional diferente.
Na campanha das eleições presidenciais de 1996, alguns candidatos pediram a eliminação da presidência, criticando seus poderes como ditatoriais. Yeltsin defendeu seus poderes presidenciais, afirmando que os russos desejam "uma estrutura vertical de poder e uma mão forte" e que um governo parlamentar resultaria em conversas indecisas, e não em ação.
Vários poderes prescritos colocam o presidente em uma posição superior em relação ao legislativo. O presidente tem ampla autoridade para emitir decretos e diretrizes que tenham força de lei sem revisão judicial, embora a constituição observe que eles não devem contrariar esse documento ou outras leis. Sob certas condições, o presidente pode dissolver a Duma (a câmara baixa do parlamento). O presidente tem as prerrogativas de agendar referendos (um poder anteriormente reservado ao parlamento), submeter projetos de lei à Duma e promulgar leis federais.
A crise de 1993 levou Yeltsin a colocar obstáculos constitucionais à remoção do presidente. Sob a constituição de 1993, se o presidente cometer "crimes graves" ou traição, a Duma do Estado pode apresentar acusações de impeachment na câmara alta do parlamento, o Conselho da Federação. Estas acusações devem ser confirmadas por uma decisão do Supremo Tribunal de que as ações do presidente constituem um crime e por uma decisão do Tribunal Constitucional de que os procedimentos apropriados em acusações de arquivamento foram seguidos. As acusações, então, devem ser adotadas por uma comissão especial da Duma e confirmadas por pelo menos dois terços dos deputados da Duma. Uma votação de dois terços do Conselho da Federação é necessária para a remoção do presidente. Se o Conselho da Federação não agir dentro de três meses, as acusações são retiradas. Se o presidente for destituído do cargo ou ficar incapacitado de exercer o poder por motivo de doença grave, o primeiro-ministro assumirá temporariamente os deveres do presidente; uma eleição presidencial deve então ser realizada dentro de três meses. A constituição não prevê um vice-presidente, e não existe um procedimento específico para determinar se o presidente é capaz de desempenhar suas funções.
O presidente tem o poder de nomear o primeiro-ministro para presidir o governo (chamado gabinete ou conselho de ministros em outros países), com o consentimento da Duma Estatal. O presidente preside as reuniões do governo, que ele também pode despedir em sua totalidade. Após conselho do primeiro-ministro, o presidente pode nomear ou remover membros do governo, incluindo os vice-primeiros-ministros. O presidente submete candidatos à Duma do Estado para o cargo de presidente do Banco Central da Federação Russa (RCB) e pode propor que a Duma do Estado demita-o. Além disso, o presidente submete ao Conselho da Federação candidatos para nomeação como juízes do Tribunal Constitucional, do Supremo Tribunal e do Tribunal Superior de Arbitragem, bem como candidatos para o cargo de procurador-geral. O presidente também nomeia juízes dos tribunais distritais federais.

### Eleições presidenciais
A Constituição estabelece poucos requisitos para as eleições presidenciais, diferindo em muitos assuntos para outras disposições estabelecidas por lei. O mandato presidencial é de seis anos e o presidente pode servir apenas dois mandatos consecutivos. Um candidato a presidente deve ser cidadão da Rússia, ter pelo menos 35 anos de idade e ser residente do país por pelo menos dez anos. Se um presidente se torna incapaz de continuar no cargo por causa de problemas de saúde, demissão, impeachment ou morte, uma eleição presidencial deve ser realizada não mais do que três meses depois. Em tal situação, o Conselho da Federação está autorizado a definir a data da eleição.
A Lei das Eleições Presidenciais, ratificada em maio de 1995, estabelece a base legal para as eleições presidenciais. Com base em um projeto apresentado pelo escritório de Yeltsin, a nova lei incluiu muitas disposições já contidas na lei eleitoral da República Russa de 1990; alterações incluíram a redução no número de assinaturas necessárias para registrar um candidato de 2 milhões para 1 milhão. A lei, que estabeleceu padrões rigorosos para procedimentos justos de campanha e eleição, foi saudada por analistas internacionais como um passo importante em direção à democratização. De acordo com a lei, os partidos, blocos e grupos de eleitores se registram na Comissão Eleitoral Central da Rússia (CEC) e designam seus candidatos. Essas organizações podem começar a procurar as 1 milhão de assinaturas necessárias para registrar seus candidatos; Não mais de 7% das assinaturas podem vir de uma única jurisdição federal. O objetivo da exigência de 7% é promover candidaturas com bases territoriais amplas e eliminar aquelas apoiadas por apenas uma cidade ou enclave étnico. A lei exige que pelo menos 50% dos eleitores participem para que as eleições presidenciais sejam válidas. No debate da Duma sobre a legislação, alguns deputados haviam defendido um mínimo de 25% (que depois foi incorporado à lei eleitoral que cobria a Duma), alertando que muitos russos estavam desiludidos com o voto e não compareceriam. Para tornar a participação dos eleitores mais atraente, a lei exigia um recinto eleitoral para aproximadamente a cada 3.000 eleitores, com direito a voto até tarde da noite. As condições para a votação por ausências foram facilitadas e as urnas de voto portáteis foram disponibilizadas sob demanda. Exigências estritas foram estabelecidas para a presença de observadores eleitorais, incluindo emissários de todos os partidos, blocos e grupos participantes, em locais de votação e comissões eleitorais locais para se protegerem contra adulterações e para garantir o apuramento adequado. A lei sobre as eleições presidenciais exige que o vencedor receba mais de 50% dos votos. Se nenhum candidato receber mais de 50% dos votos (um resultado altamente provável por causa de múltiplas candidaturas), os dois primeiros colocados no pleito devem se enfrentar em uma eleição secundária. Uma vez que os resultados da primeira rodada são conhecidos, a eleição de segundo turno deve ser realizada dentro de quinze dias. Uma disposição tradicional permite que os eleitores marquem "nenhuma das opções acima", o que significa que um candidato em um segundo turno pode vencer sem obter a maioria. Outra disposição da lei eleitoral autoriza a CEC a solicitar que a Suprema Corte proíba um candidato da eleição se ele defender uma transformação violenta da ordem constitucional ou da integridade da Federação Russa.

Logo do Partido Comunista da Federação Russa.

A eleição presidencial de 1996 foi um episódio importante na luta entre Yeltsin e o Partido Comunista da Federação Russa (KPRF), que tentou expulsar Yeltsin do poder e retornar ao poder. Yeltsin baniu o Partido Comunista da Federação Russa por seu papel central no golpe de agosto de 1991 contra o governo de Gorbachev. Como membro do Politburo e do Secretariado do partido banido, Gennady Zyuganov havia trabalhado arduamente para obter sua re-legalização. Apesar das objeções de Yeltsin, o Tribunal Constitucional abriu o caminho para os comunistas russos ressurgirem como o KPRF, liderado por Zyuganov, em fevereiro de 1993. Yeltsin baniu temporariamente o partido novamente em outubro de 1993 por seu papel na tentativa do Soviete Supremo em derrubar a sua administração. A partir de 1993, Zyuganov também liderou os esforços dos deputados do KPRF para acusar Yeltsin. Após o triunfo do KPRF nas eleições legislativas de dezembro de 1995, Yeltsin anunciou que concorreria à reeleição com o objetivo principal de salvaguardar a Rússia de uma restauração comunista. Embora houvesse especulações de que os partidos perdedores nas eleições de dezembro de 1995 poderiam optar por não nomear candidatos à presidência, de fato dezenas de cidadãos proeminentes e obscuros anunciaram suas candidaturas. Após a coleta e revisão das listas de assinaturas, o CEC validou onze candidatos, um dos quais desistiu mais tarde.
Nas pesquisas de opinião do início de 1996, Yeltsin ficava muito atrás da maioria dos outros candidatos; seu índice de popularidade ficava abaixo de 10% por um período prolongado. No entanto, uma campanha intensa de última hora com uma exposição intensa na televisão, discursos em toda a Rússia prometendo aumentar os gastos do Estado para uma grande variedade de grupos de interesse e concertos patrocinados pela campanha impulsionaram Yeltsin. A campanha eleitoral foi em grande parte patrocinada por ricos magnatas, para quem Yeltsin permanecer no poder era a chave para proteger suas propriedades adquiridas durante as reformas de 1991-1996. Após a primeira rodada eleitoral, Yeltsin deu o passo taticamente significativo de nomear o candidato presidencial Aleksandr Lebed, que ficou em terceiro lugar atrás de Yeltsin e Zyuganov, como chefe do Conselho de Segurança. Yeltsin seguiu a nomeação de Lebed como o principal assessor do presidente em segurança nacional, demitindo vários membros da "linha-dura" que foram amplamente responsabilizados por violações de direitos humanos na Chechênia e outros erros. Apesar de seu desaparecimento público por razões de saúde pouco depois, Yeltsin conseguiu sustentar sua mensagem central de que a Rússia deveria "avançar ao invés de retornar ao seu passado comunista". Zyuganov não conseguiu montar uma segunda campanha enérgica ou convincente, e três semanas após a primeira fase da eleição, Yeltsin derrotou facilmente seu oponente, por 54% a 40%.

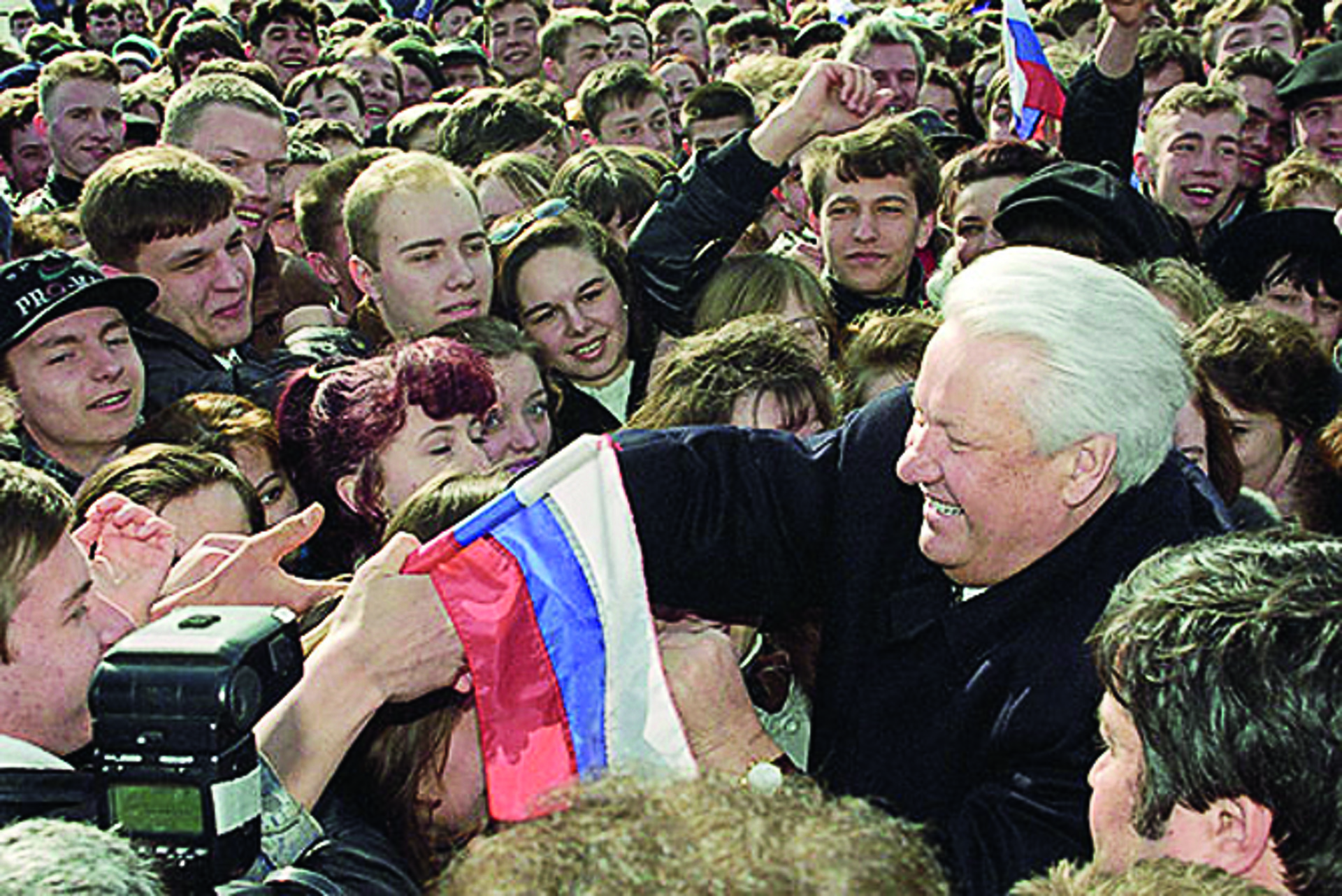
Boris Yeltsin durante campanha presidencial de 1996.

A participação no primeiro turno foi alta, com cerca de 70 por cento dos 108,5 milhões de eleitores participando. O comparecimento total no segundo turno foi quase o mesmo do primeiro turno. Um contingente de quase 1.000 observadores internacionais julgou a eleição como sendo justa e democrática, assim como a CEC. A maioria dos observadores na Rússia e em outros lugares concordaram que a eleição impulsionou a democratização na Rússia e muitos afirmaram que as reformas na Rússia se tornaram irreversíveis. Yeltsin havia reforçado a instituição de eleições regulares quando rejeitou pedidos de organizações empresariais e outros grupos e alguns de seus próprios funcionários para cancelar ou adiar a votação por causa da ameaça de violência. A alta participação indicou que os eleitores tinham confiança de que suas cédulas seriam contadas e a eleição foi adiante sem incidentes. O processo de democratização também foi reforçado pela disposição de Yeltsin de mudar o pessoal-chave e as políticas em resposta a protestos públicos e por sua série sem precedentes de aparições de campanhas pessoais em toda a Rússia.

### Governo (gabinete)
A constituição prescreve que o governo da Rússia, que corresponde à estrutura do gabinete ocidental, consiste de um primeiro-ministro (presidente do governo), vice-primeiros-ministros e ministros federais e seus respectivos ministérios e departamentos. Dentro de uma semana após a nomeação pelo presidente e aprovação da Duma, o primeiro-ministro deve apresentar ao presidente indicações para todos os cargos subordinados do governo, incluindo vice-primeiros-ministros e ministros federais. O primeiro-ministro realiza a administração de acordo com a constituição e leis e decretos presidenciais. Os ministérios do governo, que contavam 24 em meados de 1996, executam as políticas de crédito e monetária e as funções de defesa, política externa e segurança do Estado; asseguraram o estado de direito e o respeito pelos direitos humanos e civis; protegem a propriedade; e tomam medidas contra o crime. Se o governo emite decretos de implementação e diretivas que estão em desacordo com a legislação ou decretos presidenciais, o presidente pode rescindi-los.
O Governo formula o orçamento federal, submete-o à Duma do Estado e emite um relatório sobre sua implementação. No final de 1994, o parlamento exigiu com sucesso que o governo começasse a apresentar relatórios trimestrais sobre as despesas orçamentárias e aderisse a outras diretrizes sobre questões orçamentárias, embora os poderes orçamentários do parlamento fossem limitados. Se a Duma do Estado rejeitar uma proposta de orçamento do Governo, o orçamento é submetido a uma comissão de conciliação, incluindo membros de ambos os poderes. Além dos ministérios, em 1996, o ramo executivo incluía onze comitês estaduais e 46 serviços e agências estaduais, que iam da Agência Espacial do Estado (Glavkosmos) ao Comitê Estadual de Estatística (Goskomstat). Havia também uma infinidade de agências, conselhos, centros, comissões e comitês. O pessoal do primeiro-ministro Viktor Chernomyrdin foi estimado em cerca de 2.000 em 1995.

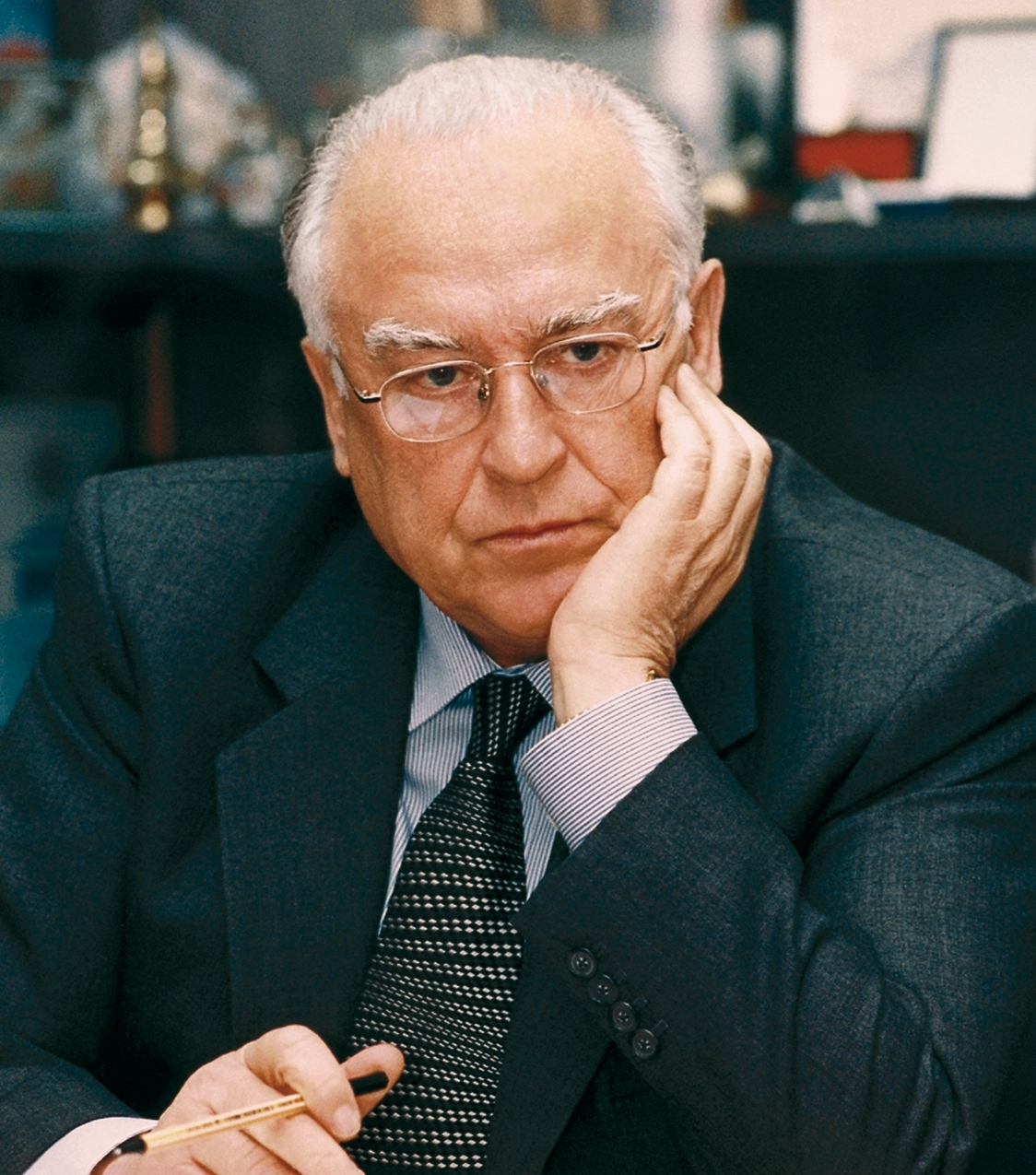
Viktor Chernomyrdin, primeiro-ministro russo de 1992 a 1998.

Chernomyrdin, que havia sido nomeado primeiro-ministro no final de 1992 para apaziguar facções antirreforma, estabeleceu uma relação de trabalho geralmente suave com Yeltsin. Chernomyrdin provou ser hábil em conciliar facções domésticas hostis e em apresentar uma imagem positiva da Rússia nas negociações com outras nações. No entanto, como a posição de Yeltsin com a opinião pública despencou em 1995, Chernomyrdin se tornou um dos muitos funcionários do governo que receberam a culpa do presidente por falhas no governo Yeltsin. Como parte de sua campanha presidencial, Yeltsin ameaçou substituir o governo de Chernomyrdin se ele não resolvesse problemas urgentes de assistência social na Rússia. Depois da eleição presidencial de meados de 1996, no entanto, Yeltsin anunciou que nomearia Chernomyrdin para dirigir o novo governo.

## Poder Legislativo

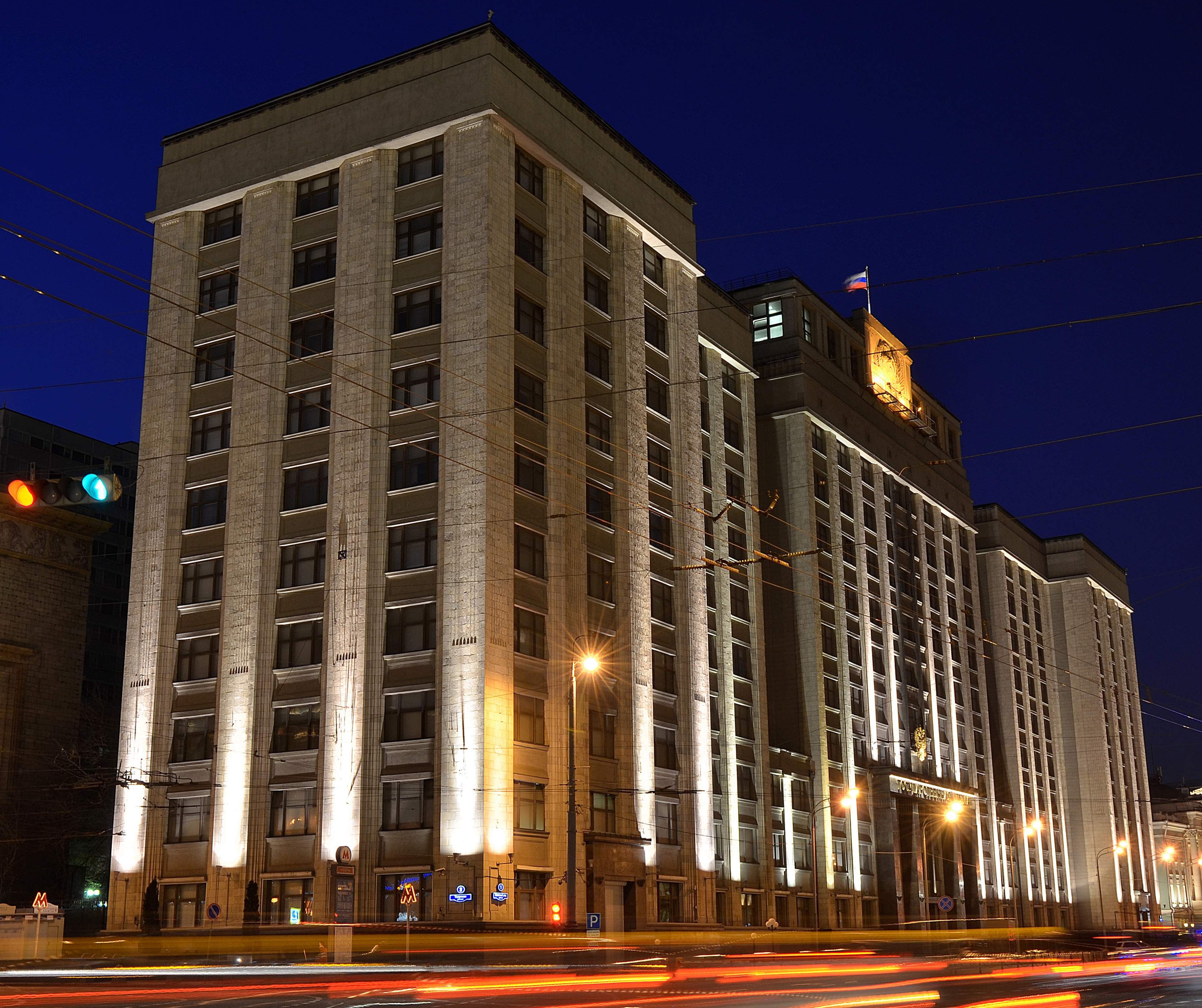
A sede da Duma Estatal, câmara baixa da Federação Russa.

No nível federal, o corpo legislativo da Federação Russa é a Assembleia Federal, composta por 616 membros e  que consiste em duas câmaras. A Duma Estatal, a câmara baixa, possui 450 membros e o Conselho Federal da Rússia, a câmara alta, possui 166 membros. A presente estrutura legislativa russa foi estabelecida pela Constituição de 1993, sendo as primeiras eleições legislativas realizadas ainda no mesmo ano.
A Assembleia Federal é prescrita como um órgão permanente, o que significa que suas sessões ordinárias excetuam os recessos entre a primavera e o outono. O calendário legislativo distingue o novo parlamento do antigo Parlamento soviético, que costumava reunir-se em raras vezes ao ano. A nova Constituição também define que as sessões das duas câmaras sejam realizadas separadamente e sejam abertas ao público, com exceção das sessões conjuntas em eventuais pronunciamentos presidenciais ou visitas de delegações estrangeiras.
Os deputados que compõem a Duma Estatal servem integralmente em seus cargos, não lhes sendo permitido servir simultaneamente em legislaturas locais ou ainda ocupar outras posições no governo. Uma cláusula de transição, no entanto, permitiu que deputados eleitos em dezembro de 1993 permanecessem em seus respectivos cargos governamentais, uma medida provisória que permitiu a muitos dos aliados de Iéltsin ocupar lugares no Parlamento. Após as eleições de dezembro de 1995, dezenove oficiais do governo tiveram de renunciar a seus cargos no governo para assumir seus cargos no legislativo.

### Parlamento

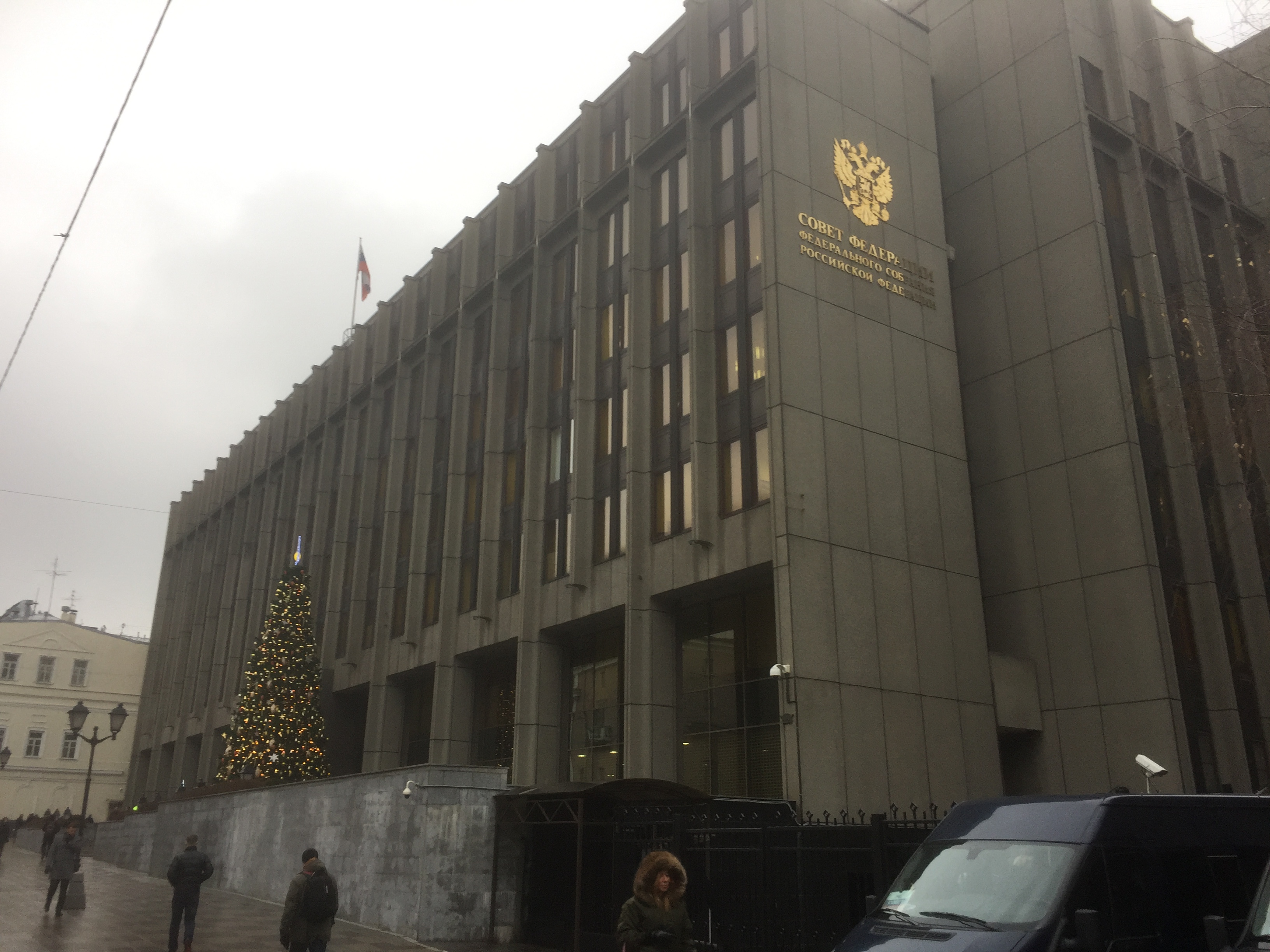
Conselho Federal da Rússia (câmara alta).

O parlamento de 616 membros, denominado Assembleia Federal, é composto por duas casas, a Duma Estatal (a câmara baixa) com 450 membros e o Conselho da Federação com 166 membros (a câmara alta). O corpo legislativo da Rússia foi estabelecido pela constituição aprovada no referendo de dezembro de 1993. As primeiras eleições para a Assembleia Federal foram realizadas ao mesmo tempo - um procedimento criticado por alguns russos como indicativo da falta de respeito de Yeltsin pelas sutilezas constitucionais. Sob a constituição, os deputados eleitos em dezembro de 1993 foram denominados "transitórios" porque deviam cumprir apenas um mandato de dois anos. Em abril de 1994, legisladores, funcionários do governo e muitos empresários proeminentes e líderes religiosos assinaram um "Acordo Cívico" proposto por Yeltsin, prometendo durante o "período de transição" de dois anos para se abster de violência, convocar eleições presidenciais ou legislativas antecipadas, e tenta alterar a constituição. Este acordo, e as memórias do confronto violento do parlamento anterior com as forças do governo, tiveram algum efeito em suavizar a retórica política durante os próximos dois anos.
As primeiras eleições legislativas sob a nova constituição incluíram algumas irregularidades. As repúblicas do Tartaristão e da Chechênia e Oblast de Cheliabinsk boicotaram a votação; esta ação, juntamente com outras discrepâncias, resultou na eleição de menos membros para o Conselho da Federação. No entanto, em meados de 1994, todos os assentos estavam ocupados, exceto os da Chechênia, que continuava a proclamar sua independência. Todas as jurisdições federais participaram das eleições legislativas de dezembro de 1995, embora a imparcialidade da votação na Chechênia tenha sido comprometida pelo conflito em curso naquele país.
A Assembleia Federal é prescrita como um órgão que funciona permanentemente, o que significa que está em sessão contínua, exceto por um intervalo regular entre as sessões de primavera e outono. Esse cronograma de trabalho distingue o novo parlamento dos órgãos legislativos do "carimbo de borracha" da era soviética, que se reuniam apenas alguns dias por ano. A nova constituição também determina que as duas casas se reúnam separadamente em sessões abertas ao público, embora reuniões conjuntas sejam realizadas para discursos importantes do presidente ou de líderes estrangeiros.
Os deputados da Duma Estatal trabalham em tempo integral em seus deveres legislativos; eles não podem servir simultaneamente em legislaturas locais ou ocupar cargos governamentais. Uma cláusula transitória na constituição, no entanto, permitia que deputados eleitos em dezembro de 1993 mantivessem seu emprego no governo, uma disposição que permitia a muitos funcionários do governo Yeltsin servir no parlamento. Após as eleições legislativas de dezembro de 1995, dezenove funcionários do governo foram forçados a renunciar a seus cargos para assumir suas funções legislativas.
Apesar de sua natureza "transitória", a Assembleia Federal de 1994-95 aprovou cerca de 500 atos legislativos em dois anos. Quando o novo parlamento reuniu-se em janeiro de 1996, os deputados receberam um catálogo dessas leis e foram orientados a trabalhar em seus comitês designados para preencher lacunas na legislação existente, bem como para elaborar novas leis. Uma importante realização das sessões legislativas de 1994-95 foi a passagem das duas primeiras partes de um novo código civil, desesperadamente necessário para atualizar as disposições antiquadas da era soviética. O novo código incluía disposições sobre obrigações contratuais, aluguéis, seguros, empréstimos e crédito, parceria e curatela, bem como outras normas legais essenciais para apoiar a criação de uma economia de mercado. O trabalho em vários projetos de lei que tinham estado em comissão ou no debate de chão na legislatura anterior foram recomeçados. Da mesma forma, vários projetos de lei que Yeltsin vetou foram retomados pela nova legislatura.

### Estrutura da Assembleia Federal
A composição do Conselho da Federação foi objeto de debate até pouco antes das eleições de 2000. A legislação que surgiu em dezembro de 1995 sobre o Conselho da Federação esclareceu a linguagem da constituição sobre o assunto, proporcionando cargos ex officio aos chefes de legislaturas e administrações locais em cada uma das 89 jurisdições subnacionais, daí um total de 178 assentos. Como composto em 1996, o Conselho da Federação incluía cerca de cinquenta executivos-chefes de jurisdições subnacionais que haviam sido nomeados para seus cargos por Yeltsin durante 1991-92, e depois ganharam a eleição popular diretamente para o corpo em dezembro de 1993. Mas a lei de 1995 previa eleições populares de executivos-chefes em todas as jurisdições subnacionais, incluindo aquelas ainda governadas por nomeados presidenciais. Os indivíduos escolhidos nessas eleições então assumiriam assentos ex officio no Conselho da Federação.
Cada casa elege um presidente para controlar os seus procedimentos internos. As casas também formam comitês parlamentares e comissões para lidar com questões específicas. Ao contrário de comitês e comissões em parlamentos russos e soviéticos anteriores, aqueles que operam sob a constituição de 1993 têm responsabilidades significativas na elaboração de legislação e na supervisão. Eles preparam e avaliam projetos de lei, relatam projetos de lei para suas casas, conduzem audiências e supervisionam a implementação das leis. No início de 1996, havia vinte e oito comitês e várias comissões ad hoc na Duma, e doze comitês e duas comissões no Conselho da Federação. O Conselho da Federação estabeleceu menos comitês por causa do status de meio período de seus membros, que também ocupam cargos políticos nas jurisdições subnacionais. Em 1996, a maioria dos comitês de ambas as casas foram mantidos em forma básica no parlamento anterior. De acordo com o procedimento interno, nenhum deputado pode compor mais de um comitê. Em 1996, muitos comitês da Duma Estatal tinham criado subcomitês. 

Logo do Partido Liberal Democrata da Rússia.

Posições do comitê são alocadas quando novos parlamentos são assentados. A política geral exige a alocação de presidências e participações de comitês entre partidos e facções, aproximadamente em proporção ao tamanho de sua representação. Em 1994, no entanto, o Partido Liberal Democrata da Rússia (Liberal'no-demokraticheskaya partiya Rossii-LDPR), de Vladimir Zhirinovsky, que havia conquistado o segundo maior número de assentos nas últimas eleições, teve participação negada em todos, exceto em uma presidência importante, a do Comitê de Geopolítica da Duma.

### Poderes Legislativos
As duas câmaras da Assembleia Federal possuem poderes e responsabilidades diferentes. O Conselho da Federação, como seu nome e composição implicam, lida principalmente com questões de interesse para as jurisdições subnacionais, tais como ajustes nas fronteiras internas e decretos do presidente estabelecendo lei marcial ou estados de emergência. Como câmara alta, também tem responsabilidades em confirmar e remover o procurador geral e aprovar juízes do Tribunal Constitucional, do Supremo Tribunal e do Superior Tribunal de Arbitragem, por recomendação do presidente. O Conselho da Federação também é encarregado da decisão final se a Duma do Estado recomendar a remoção do presidente do cargo. A constituição também determina que o Conselho da Federação examine as leis aprovadas pela câmara baixa que tratam de medidas orçamentárias, tributárias e outras medidas fiscais, bem como questões relacionadas à guerra e à paz e à ratificação de tratados.
Todas os projetos, mesmo aqueles propostos pelo Conselho da Federação, devem primeiro ser consideradas pela Duma Estatal. Se o Conselho da Federação rejeitar uma lei aprovada pela Duma, as duas câmaras podem formar uma comissão de conciliação para elaborar uma versão de compromisso da legislação. A Duma do Estado então vota no projeto de compromisso. Se a Duma de Estado se opuser às propostas da câmara alta no processo de conciliação, poderá votar por maioria de dois terços para enviar a sua versão ao presidente para assinatura. O caráter de meio-expediente do trabalho do Conselho da Federação, sua estrutura de comitês menos desenvolvida e seus poderes menores vis-à-vis a Duma do Estado o tornam mais um corpo consultivo e revisor do que uma câmara legislativa.
Como o Conselho da Federação inicialmente incluía muitos administradores regionais nomeados por Yeltsin, esse órgão muitas vezes apoiava o presidente e se opunha aos projetos de lei aprovados pela Duma, que tinham mais deputados antiIeltsin. O poder da câmara alta de considerar os projetos da câmara baixa resultou na desaprovação de cerca de metade desses projetos, necessitando de concessões pela Duma. Em fevereiro de 1996, os chefes das duas câmaras prometeram quebrar esse hábito, mas as discussões pareciam se intensificar nos meses que se seguiram.
A Duma do Estado confirma a nomeação do primeiro-ministro, embora não tenha o poder de confirmar os ministros do governo. O poder de confirmar ou rejeitar o primeiro-ministro é severamente limitado. De acordo com a constituição de 1993, a Duma do Estado deve decidir no prazo de uma semana se aprova ou rejeita um candidato, uma vez que o presidente colocou o nome da pessoa na nomeação. Se rejeitar três candidatos, o presidente tem o poder de nomear um primeiro-ministro, dissolver o parlamento e agendar novas eleições legislativas.
O poder da Duma Estatal de forçar a renúncia do governo também é severamente limitado. Pode expressar um voto de desconfiança no governo por maioria de votos de todos os membros da Duma, mas o presidente pode desconsiderar essa votação. Se, no entanto, a Duma do Estado repetir o voto de desconfiança dentro de três meses, o presidente pode demitir o governo. Mas a probabilidade de um segundo voto de desconfiança é virtualmente impedida pela provisão constitucional que permite ao presidente dissolver a Duma do Estado em vez do Governo em tal situação. A posição do governo é reforçada por outra disposição constitucional que permite ao governo a qualquer momento exigir um voto de confiança da Duma do Estado; a recusa é motivo para o presidente dissolver a Duma.

### O processo legislativo
O processo legislativo na Rússia inclui três audiências na Duma, depois aprovado pelo Conselho da Federação e assinado pelo presidente. Os projetos de lei podem ter origem em qualquer uma das câmaras legislativas ou podem ser submetidos pelo presidente, pelo governo, pelas legislaturas locais e pelo Supremo Tribunal, pelo Tribunal Constitucional ou pelo Superior Tribunal de Arbitragem dentro de suas respectivas competências. Projetos de lei são considerados pela primeira vez na Duma do Estado. Após a adoção pela maioria dos membros da Duma, um projeto de lei é considerado pelo Conselho da Federação, que tem quatorze dias para colocar a lei em seu calendário. As comissões de conciliação são o procedimento prescrito para calcular as diferenças nos projetos considerados pelas duas câmaras.
Uma provisão constitucional ditando que os projetos de lei que tratam de receitas e despesas podem ser considerados "somente quando os recursos do Governo forem públicos" limita substancialmente o controle da Assembleia Federal sobre as finanças do Estado. No entanto, a legislatura pode alterar a legislação financeira apresentada pelo governo em um momento posterior, um poder que fornece um grau de controle legislativo tradicional sobre os recursos. As duas câmaras da legislatura também têm o poder de anular o veto presidencial da legislação. A constituição exige pelo menos dois terços dos votos do número total de membros de ambas as câmaras.

Logo do Rússia Unida, o maior partido do país, tendo maioria absoluta na Duma e liderando diversos governos regionais, além de ser o partido do presidente Vladimir Putin.
.

### Composição atual da Duma Estatal
| Partido | Partido                   | Ideologia               | Espectro         | Mandatos  |
| ------- | ------------------------- | ----------------------- | ---------------- | --------- |
|         | Rússia Unida              | Conservadorismo         | Direita          | 341 / 450 |
|         | Partido Comunista         | Comunismo               | Extrema-esquerda | 43 / 450  |
|         | Partido Liberal Democrata | Ultranacionalismo russo | Extrema-direita  | 39 / 450  |
|         | Rússia Justa              | Social-democracia       | Centro-esquerda  | 23 / 450  |
|         | Rodina                    | Nacionalismo russo      | Direita          | 1 / 450   |
|         | Plataforma Cívica         | Conservadorismo liberal | Centro-direita   | 1 / 450   |

## Poder Judiciário

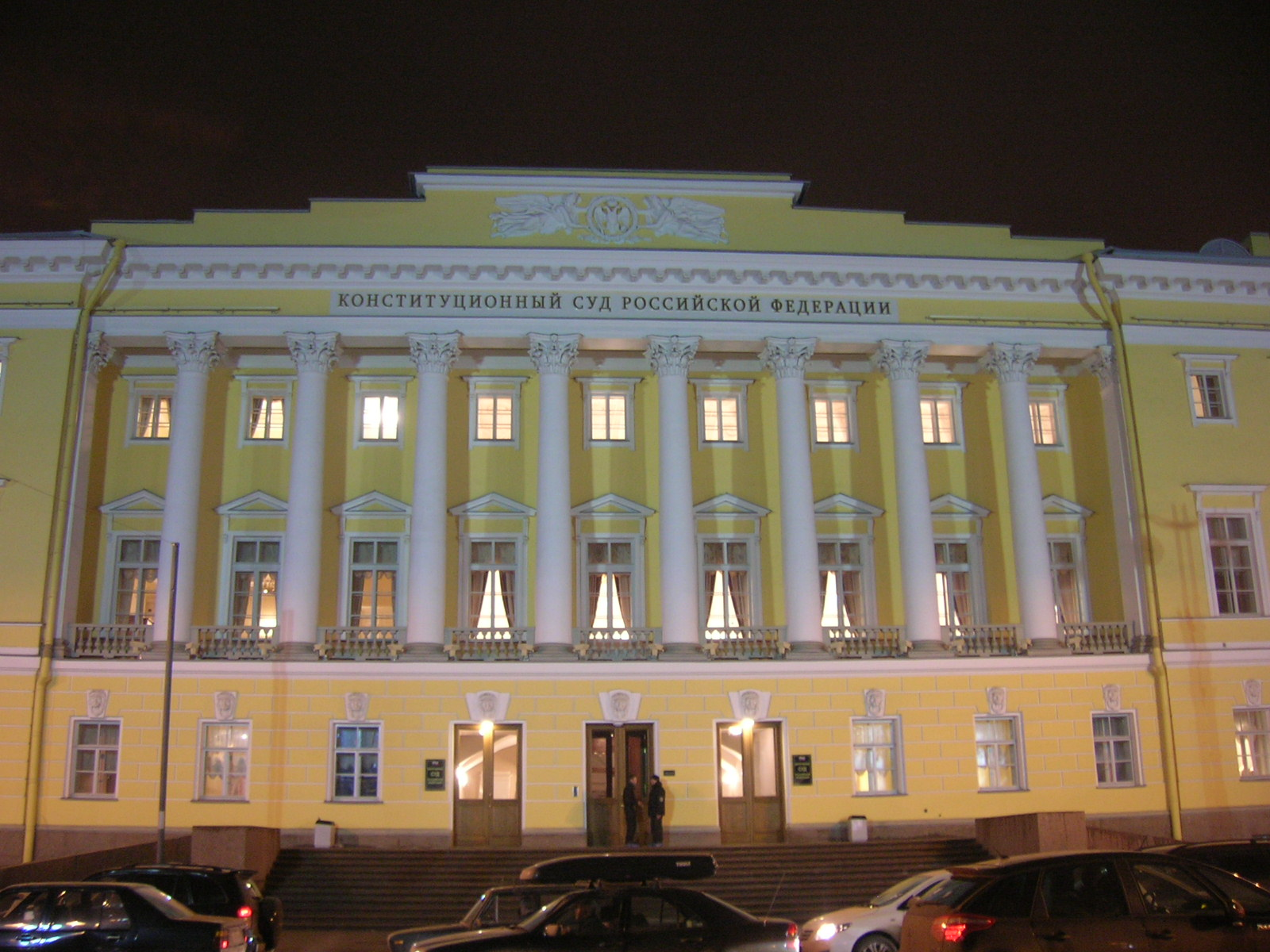
A Corte Constitucional da Federação Russa.

O Judiciário da Rússia é definido sob a Constituição e legislação da Rússia com uma estrutura hierárquica que tem no topo o Tribunal Constitucional, o Supremo Tribunal e o Supremo Tribunal de Arbitragem. A partir de 2014, o Supremo Tribunal de Arbitragem fundiu-se com o Supremo Tribunal. Os tribunais distritais são os principais tribunais de primeira instância e os tribunais regionais são os principais tribunais de recurso. O Judiciário é governado pelo Congresso de Juízes de Toda a Rússia e seu Conselho de Juízes, com sua administração sendo auxiliada pelo Departamento Jurídico da Suprema Corte, pelo Colégio de Qualificação Judicial, pelo Ministério da Justiça e pelos vários presidentes de tribunais. Existem muitos funcionários do tribunal, incluindo os jurados, mas o Procurador-Geral continua a ser o componente mais poderoso do sistema judicial russo.
Muitos juízes nomeados pelos regimes de Leonid Brezhnev (no cargo de 1964-82) e Yuri Andropov (no cargo de 1982-84) permaneceram no cargos em meados da década de 1990. Para a infra-estrutura judicial e apoio financeiro, os juízes dependem do Ministério da Justiça e, para morar, eles devem depender das autoridades locais na jurisdição onde estão. Em 1995, o salário médio de um juiz era de US$ 160 por mês, substancialmente menos do que os ganhos associados a posições mais subalternas na sociedade russa.
O Tribunal Constitucional da Rússia foi re-convocado em março de 1995, após sua suspensão pelo Presidente Yeltsin durante a crise constitucional de outubro de 1993. A constituição de 1993 autoriza o tribunal a julgar disputas entre o Executivo e o Legislativo e entre Moscou e os governos regionais e locais. O Tribunal também está autorizado a julgar violações de direitos constitucionais, a examinar apelos de vários órgãos e a participar em processos de impeachment contra o presidente. A Lei de Julho de 1994 sobre o Tribunal Constitucional proíbe o tribunal de examinar os casos de sua própria iniciativa e limita o âmbito das questões que o tribunal analisar.
A Duma do Estado aprovou um Código de Processo Penal e outras reformas judiciais em 2001, reintroduzindo o júri em certos casos criminais e criaram um sistema mais contencioso de julgamentos criminais para proteção dos direitos dos acusados. Em 2002, foi constatada uma redução significativa no tempo gasto em detenção e o número de suspeitos colocados em prisão preventiva diminuiu em 30%. Outra alteração do novo Código foi a transferência da competência para emitir mandados de busca e apreensão para os tribunais, sendo anteriormente responsabilidade das procuradorias,

## Governos regionais e locais
No período soviético, algumas das cerca de 100 nacionalidades da Rússia receberam seus próprios enclaves étnicos, aos quais foram anexados vários direitos federais. Outras nacionalidades menores ou mais dispersas não receberam tal reconhecimento. Na maioria desses enclaves, os russos constituíam a maioria da população, embora as nacionalidades titulares geralmente gozassem de representação desproporcional nos órgãos do governo local. As relações entre o governo-jurisdições e jurisdições-jurisdições tornaram-se uma questão política importante nos anos 1990.
A Federação Russa fez poucas mudanças no padrão soviético de jurisdições regionais. A constituição de 1993 estabelece um governo federal e enumera oitenta e nove jurisdições subnacionais, incluindo vinte e um enclaves étnicos com o status de repúblicas. Existem dez regiões autônomas (okrug) e o Oblast Autônomo Judaico (Yevreyskaya avtonomnaya oblast, também conhecido como Birobidjan). Além das jurisdições etnicamente identificadas, existem seis territórios (kray) e quarenta e nove oblasts (províncias). As cidades de Moscou e São Petersburgo são independentes das jurisdições vizinhas por serem "cidades de significado federal", tendo o mesmo status que os oblasts. As dez regiões autônomas e Birobidjan fazem parte de jurisdições maiores, seja um oblast ou um território. À medida que o poder e a influência do governo central se diluíram, os governadores e prefeitos tornaram-se as únicas autoridades governamentais relevantes em muitas jurisdições.

Mapa político da Rússia, dividido em Oblasts, Repúblicas, Okrugs autônomos, Krais e Cidades Federais.

### O Tratado da Federação e o poder regional
O Tratado da Federação foi assinado em março de 1992 pelo presidente Yeltsin e pela maioria dos líderes das repúblicas autônomas e outras subunidades étnicas e geográficas. O tratado consistia em três documentos separados, cada um referente a um tipo de jurisdição regional. Ele delineou poderes reservados para o governo central, poderes compartilhados e poderes residuais a serem exercidos principalmente pelas subunidades. Como a nova constituição da Rússia permaneceu em disputa na Assembleia Federal no momento da ratificação, o Tratado da Federação e os dispositivos baseados no tratado foram incorporados como emendas à constituição de 1978. Uma série de novas condições foi estabelecida pela Constituição de 1993 e por acordos bilaterais.

### Jurisdições locais sob a constituição
A constituição de 1993 resolveu muitas das ambiguidades e contradições relativas ao grau de descentralização, de acordo com a muito alterada Constituição de 1978 da República Russa; a maioria dessas soluções favoreceu a concentração de poder no governo central. Quando a constituição foi ratificada, o Tratado da Federação foi rebaixado ao status de documento infraconstitucional. Uma disposição transitória da constituição previa que, em caso de discrepâncias entre a constituição federal e o Tratado da Federação, ou entre a constituição e outros tratados envolvendo uma jurisdição subnacional, a constituição deveria prevalecer
A constituição de 1993 apresenta uma lista ampla de poderes reservados ao centro. Poderes compartilhados entre as autoridades federais e locais são menos numerosos. Às jurisdições regionais só são atribuídas poderes não especificamente reservados ao governo federal ou exercidos em conjunto. Esses poderes incluem administrar a propriedade municipal, estabelecer e executar orçamentos regionais, estabelecer e coletar impostos regionais e manter a lei e a ordem. Algumas das fronteiras entre poderes federais e exclusivamente federais são vagamente prescritas. Enquanto isso, tratados bilaterais de compartilhamento de poder entre o governo central e as subunidades tornaram-se um meio importante de esclarecer os limites dos poderes compartilhados. Muitas jurisdições subnacionais têm suas próprias constituições e frequentemente esses documentos alocam poderes à jurisdição de maneira inconsistente com as provisões da constituição federal. A partir de 1996, nenhum processo foi concebido para a adjudicação de tais conflitos.
Sob a constituição de 1993, as repúblicas, territórios, oblasts, oblasts autônomos, regiões autônomas e cidades de designação federal são consideradas "iguais em suas relações com os órgãos federais do poder estatal". De acordo com essa nova igualdade, as repúblicas não recebem mais o epíteto de "soberano", como fizeram na constituição de 1978. Representação igual no Conselho da Federação para todas as oitenta e nove jurisdições promove o processo de equalização, fornecendo-lhes contribuição significativa para atividades legislativas, particularmente aquelas de preocupação local especial. No entanto, oficiais do Conselho da Federação criticaram a Duma do Estado por não representar adequadamente os interesses regionais. Em meados de 1995, Vladimir Shumeyko, então presidente do Conselho da Federação, criticou a disposição da lista partidária do sistema eleitoral atual de permitir que algumas partes da Rússia recebam representação desproporcional na câmara baixa. (Nas eleições de 1995, o Oblast de Moscou recebeu quase 38% dos assentos da Duma com base na concentração de candidatos da lista partidária na capital nacional.) Shumeyko afirmou que essa má alocação alimentava descontentamento popular potencialmente perigoso para o parlamento e para os políticos.

### Divisão de poder
Flexibilidade é uma meta do dispositivo constitucional que permite tratados bilaterais entre o governo central e as regiões sobre compartilhamento de poder. Por exemplo, no tratado bilateral assinado com o governo russo em fevereiro de 1994, a República do Tartaristão desistiu de sua soberania e aceitou a autoridade tributária da Rússia, em troca da aceitação russa do controle tártaro sobre o petróleo e outros recursos e do direito a assinar acordos econômicos com outros países. Esse tratado tem um significado especial porque o Tartaristão foi uma das duas repúblicas que não assinaram o Tratado da Federação em 1992. Em meados de 1996, quase um terço das subunidades federais haviam concluído tratados de compartilhamento de poder com o centro.
A primeira carta de compartilhamento de poder negociada pelo governo central e um oblast foi assinada em dezembro de 1995 com o Oblast de Orenburgo. A carta dividia o poder nas áreas de política econômica e agrícola, recursos naturais, relações econômicas internacionais e indústria militar. De acordo com o primeiro-ministro Chernomyrdin, a carta deu a Orenburgo o poder total sobre seu orçamento e permitiu que o oblast participasse de decisões sobre privatização. No início de 1996, cartas semelhantes foram assinadas com os territórios de Krasnodar, Kaliningrado e Ecaterimburgo. No verão de 1996, Yeltsin cortejou potenciais apoiadores regionais de sua reeleição, assinando estatutos com oblasts de Perm, Rostov, Tver e Leningrado e com a cidade de São Petersburgo, entre outros, concedendo a essas regiões tratamento fiscal benéficos e outras vantagens em questões econômicas.
Em meados da década de 1990, as jurisdições regionais também se tornaram mais ousadas em aprovar a legislação local para preencher as lacunas nos estatutos da federação, em vez de esperar que a Assembleia Federal agisse. Por exemplo, o Oblast de Volgogrado aprovou leis regulando as pensões locais, a emissão de notas promissórias e cooperativas de crédito. A constituição defende a autoridade legislativa regional para aprovar leis que estejam de acordo com a constituição e as leis federais existentes.

### Poderes presidenciais nas regiões
O presidente mantém o poder de nomear e destituir representantes presidenciais, que atuam como emissários diretos nas jurisdições para a supervisão da implementação das políticas presidenciais por parte das administrações locais. O poder de designar esses superintendentes foi concedido pelo Soviete Supremo da Rússia a Yeltsin no final de 1991. O parlamento tentou várias vezes durante 1992-93 revogar ou restringir as atividades desses nomeados, cujos poderes são apenas aludidos na constituição. A presença dos representantes de Yeltsin ajudou a trazer a votação local em seu nome na eleição presidencial de 1996.
Os governos das repúblicas incluem um presidente ou primeiro-ministro (ou ambos) e um conselho ou legislativo regional. Os principais executivos de jurisdições inferiores são chamados de governadores ou chefes administrativos. Geralmente, em outras jurisdições que não as repúblicas, os poderes executivos têm sido mais simpatizantes do governo central, enquanto as legislaturas (chamadas sovietes até o final de 1993, agora chamadas de dumas) são mais simpáticas aos interesses locais. Sob o poder que lhe fora dado em 1991 de nomear os chefes executivos de territórios, oblasts, regiões autônomas e oblasts autônomos, Yeltsin nomeara praticamente todos os sessenta e seis líderes dessas jurisdições. Em contraste, os presidentes de república foram eleitos popularmente desde 1992. Alguns dos nomeados por Yeltsin encontraram forte oposição de suas legislaturas; em alguns casos, votos de desconfiança em 1992 e 1993 provocaram eleições populares para o cargo de diretor executivo.
Após o confronto de Moscou em outubro de 1993, Yeltsin procurou reforçar seu apoio regional dissolvendo as legislaturas de todas as subunidades federais, exceto as repúblicas (que foram aconselhadas a "reformar" seus sistemas políticos). Assim, em 1994, as eleições foram realizadas em todas as jurisdições cujas legislaturas foram demitidas. Em alguns casos, esse processo colocava os executivos locais à frente dos órgãos legislativos, eliminando os freios e contrapesos da política no nível regional.
Os resultados eleitorais nas jurisdições subnacionais tiveram grande importância para o governo Yeltsin, porque os vencedores ocupariam as vagas ex officio no Conselho da Federação, que até 1996 era um bastião confiável de apoio. A eleição de um grande número de candidatos da oposição acabaria com a utilidade do Conselho da Federação como um equilíbrio contra a Duma antiYeltsin e impediria ainda mais a agenda de Yeltsin. Em 1995, algumas regiões realizaram eleições para governadores para preencher os cargos administrativos originalmente concedidos aos nomeados por Yeltsin em 1991. Diante de um número crescente de pedidos para tais eleições, Yeltsin decretou dezembro de 1996 como a data para a maioria das eleições presidenciais republicanas e presidenciais. Esta data foi confirmada por uma lei do Conselho da Federação de 1995. O decreto também estabeleceu eleições legislativas subnacionais para junho ou dezembro de 1997.

### Separatismo
Na primeira metade da década de 1990, observadores discutiram a possibilidade de que algumas das jurisdições da federação pudessem imitar as antigas repúblicas soviéticas e exigir independência total. Vários fatores levaram a um resultado diferente, no entanto. A Rússia tem mais de 80% de etnia russa e a maioria das 32 jurisdições de base étnica é demograficamente dominada por russos, assim como todos os territórios e regiões. Muitas das jurisdições subnacionais estão no interior da Rússia, o que significa que não poderiam romper sem se juntar a um bloco de áreas fronteiriças isoladas, e as economias de todas essas jurisdições estavam completamente integradas à economia nacional no sistema soviético. A constituição de 1993 reforça o status oficial do governo central em relação às várias regiões, embora Moscou tenha feito concessões significativas em tratados bilaterais. Finalmente, a maioria das diferenças na base dos movimentos separatistas são econômicas e geográficas, e não étnicas.
Defensores de movimentos separatistas, que são numerosos em várias regiões, geralmente parecem estar em minoria e estão dispersos de maneira desigual. Algumas regiões até defenderam uma maior centralização em alguns assuntos. Em 1996, a maioria dos especialistas acreditava que a federação se manteria unida, embora provavelmente à custa de concessões adicionais de poder pelo governo central. A tendência não é tanto em relação ao separatismo, mas sim quanto a devolução de poderes centrais às localidades sobre comércio, impostos e outros assuntos.
Alguns especialistas observam que as repúblicas da Rússia, etnicamente distintas, que reivindicam mais direitos se dividem em três grupos. O primeiro é composto pelas jurisdições mais vociferantes que levantam a bandeira do separatismo étnico, incluindo a Chechênia e talvez outras repúblicas do Norte do Cáucaso, e a República de Tuva. O segundo grupo consiste em grandes repúblicas ricas em recursos, incluindo Carélia, Komi e Sakha (Iacútia). Suas diferenças com Moscou centram-se no controle de recursos e impostos, em vez de exigências de total independência. Um terceiro grupo misto consiste em repúblicas ao longo do rio Volga, que se estendem por rotas estratégicas de água, ferrovia e oleoduto, possuem recursos como o petróleo e incluem um grande número de populações muçulmanas e budistas da Rússia. Essas repúblicas incluem Bascortostão, Calmúquia, Mari El, Mordóvia, Tartaristão e Udmúrtia.
Além das repúblicas, várias outras jurisdições têm pressionado por maiores direitos, principalmente em questões de controle de recursos e tributação. Estes incluem Oblast de Sverdlovsk, que em 1993 proclamou-se uma república autônoma como um protesto contra receber menos privilégios na taxação e controle de recursos que as repúblicas, e Primorsky Krai, um "Território Marítimo" estrategicamente vital na costa pacífica, cujo governador Yevgeniy Nazdratenko desafiou as políticas econômicas e políticas centrais em uma série de questões no meio do anos 1990.
Alguma cooperação limitada ocorreu entre as jurisdições regionais da Rússia, e especialistas acreditam que há potencial para uma coordenação ainda maior. Oito organizações de cooperação regional foram estabelecidas, cobrindo todas as jurisdições subnacionais, exceto a Chechênia: a Associação do Acordo Siberiano; a Associação Central da Rússia; a Associação Noroeste; a Associação da Terra Negra; a Associação de Cooperação das Repúblicas, Territórios e Oblasts do Cáucaso do Norte; a Associação Maior do Volga; a Associação Regional do Ural; e a Associação do Extremo Oriente e Baikal. O Conselho da Federação reconheceu formalmente essas organizações interjurisdicionais em 1994. A expansão das atividades das organizações é dificultada pelas desigualdades econômicas entre seus membros e pela infra-estrutura de transporte inter-regional inadequada, mas em 1996 elas começaram a aumentar sua influência em Moscou.
Conflitos regionais e étnicos encorajaram propostas para abolir as subunidades existentes e ressuscitar a guberniya da era czarista, ou grande província, que incorporaria várias subunidades menores com base na geografia e na população, em vez de considerações étnicas. Ultranacionalistas russos, como Vladimir Zhirinovsky, uniram-se para apoiar esta proposta junto com alguns oficiais do governo nacional e líderes regionais que se ressentem dos privilégios das repúblicas. Alguns pediram que essas novas subunidades sejam baseadas nas oito associações econômicas inter-regionais.

## Disputa de poder entre Executivo e Legislativo (1993-1996)
Embora a Constituição de 1993 tenha enfraquecido sua posição frente à presidência, os parlamentares eleitos em 1993 e 1995 usaram seus poderes para moldar a legislação de acordo com seus próprios preceitos e para desafiar Yeltsin em algumas questões. Um dos primeiros exemplos foi o voto da Duma de Estado em fevereiro de 1994 para conceder anistia aos líderes do golpe de 1991 em Moscou. Yeltsin denunciou veementemente essa ação, embora estivesse dentro do alcance constitucional da Duma. Em outubro de 1994, ambas as câmaras legislativas aprovaram uma lei sobre o veto de Yeltsin, exigindo que o governo apresentasse relatórios trimestrais sobre as despesas orçamentárias à Duma e aderisse a outras diretrizes orçamentárias.
No confronto executivo-legislativo mais significativo desde 1993, em junho de 1995 a Duma do Estado aprovou de forma esmagadora um voto de desconfiança no governo. A votação foi provocada por um ataque dos rebeldes chechenos à cidade de Budenovsk, onde fizeram mais de 1.000 reféns. A insatisfação com as reformas econômicas de Yeltsin também foi um fator na votação. Uma segunda moção de desconfiança falhou no começo de julho.
Em seu discurso do Estado da União de fevereiro de 1996, Yeltsin elogiou o parlamento anterior por aprovar uma série de leis significativas, e observou com alívio a resolução "civil" do conflito de junho de 1995. Ele reclamou, no entanto, que a Assembleia Federal não havia agido em questões como a propriedade privada da terra, um código tributário e a reforma judicial. Yeltsin também criticou os legisladores pelas tentativas de aprovar legislação fiscal em violação do estipulado constitucional de que tais leis devem ser aprovadas pelo governo. Ele observou que continuaria a usar seu poder de veto contra projetos de lei mal elaborados e seu poder de emitir decretos sobre questões que considerava importantes, e que tais decretos permaneceriam em vigor até que leis adequadas fossem aprovadas. A Duma aprovou uma resolução em março de 1996 exigindo que Yeltsin se abstivesse de devolver projetos de lei ao parlamento para reformular, argumentando que o presidente era obrigado a assinar projetos ou a vetá-los.

## Era Putin

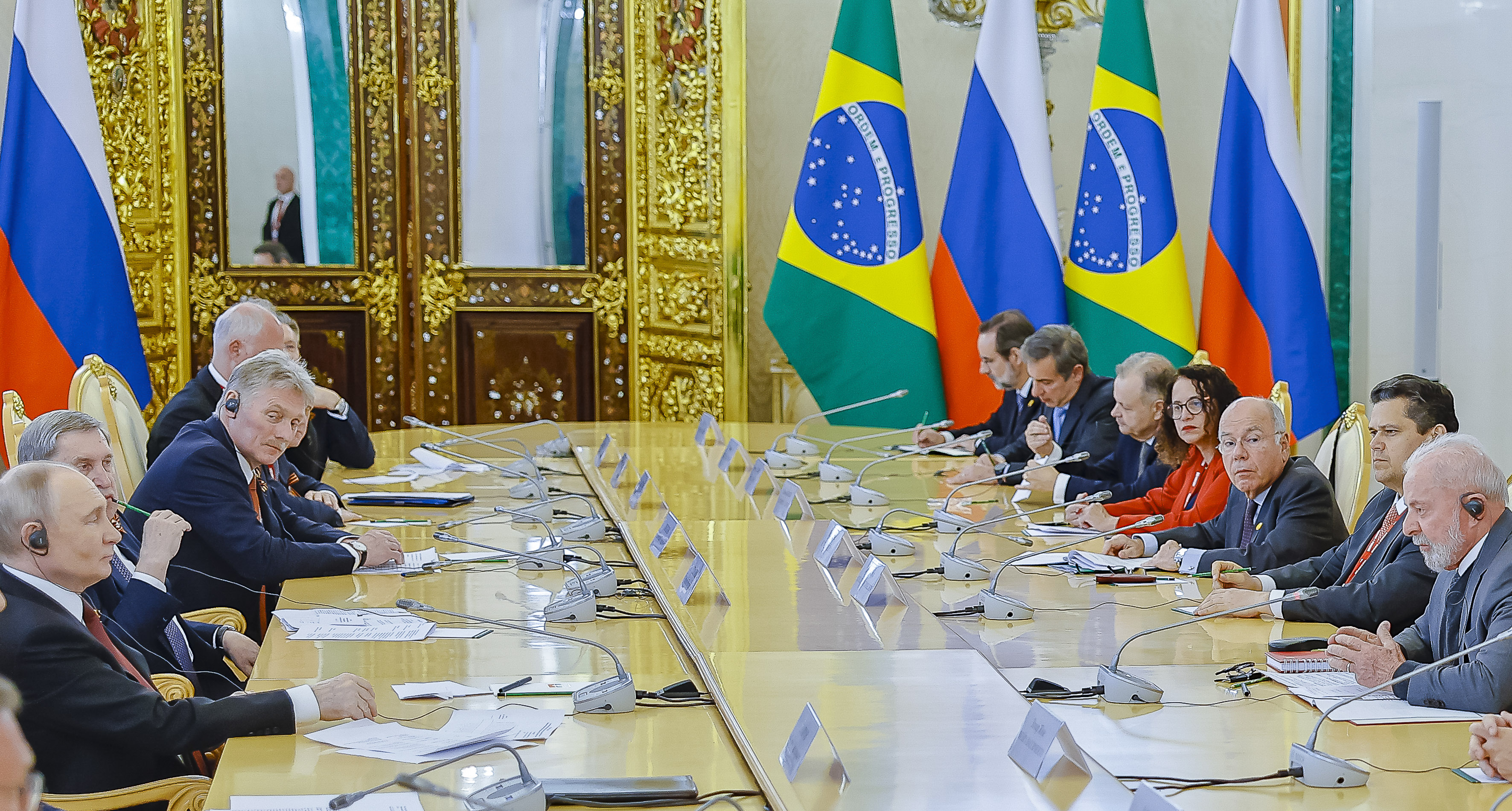
Vladimir Putin e Luiz Inácio Lula da Silva em Moscou, maio de 2025

A política russa é agora dominada pelo presidente Vladimir Putin, seu partido Rússia Unida e pelo primeiro-ministro Dmitry Medvedev. Nas eleições legislativas de 2003, a Rússia Unida reduziu todos os outros partidos ao status de minoria. Outros partidos que mantiveram assentos na Duma naquela eleição foram o Partido Comunista da Federação Russa, o Partido Liberal Democrata da Rússia e o Rússia Justa.
Putin, que já havia sido primeiro-ministro da Rússia durante o último ano do governo de Yeltsin, venceu o primeiro turno das eleições presidenciais russas de 2000 com 53% dos votos, sendo reeleito em março de 2004. Durante seu primeiro mandato, Putin teve como primeiro-ministro Mikhail Kasyanov, que mais tarde se tornaria um crítico de seu governo. Kasyanov seria substituído por Mikhail Fradkov logo após a reeleição.
Do ponto de vista político, uma das principais alterações no regime realizadas por Putin foi a substituição da eleição de governadores regionais pela nomeação direta pelo presidente em 2005.
Em setembro de 2007, Putin aceitou a renúncia do primeiro-ministro Mikhail Fradkov, nomeando Viktor Zubkov como o novo primeiro-ministro. Nas eleições presidenciais russas de 2008, Dmitry Medvedev - cuja nomeação foi apoiada por Vladimir Putin - obteve uma vitória esmagadora. Durante o mandato de Medvedev (2008-2012), Putin seria o primeiro-ministro, voltando a se eleger presidente em 2012, agora por um período de seis anos. Em 2018, Putin seria reeleito novamente.

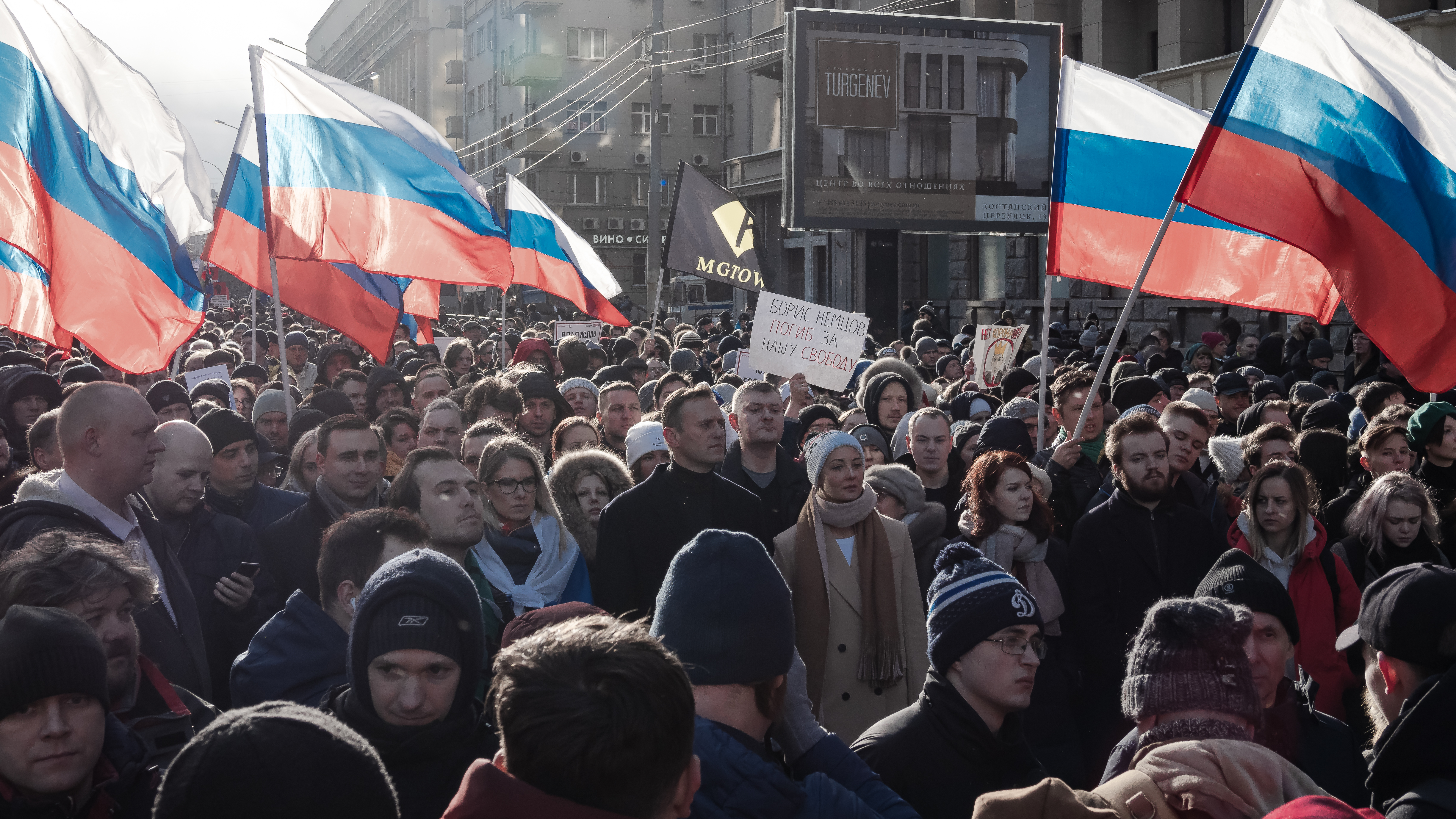
Alexei Navalny participa de uma marcha em memória de Boris Nemtsov, político da oposição assassinado em Moscou, em 29 de fevereiro de 2020

Neste período, poucas figuras de oposição a Putin conseguiram ocupar espaços de destaque na política do país, muitas delas sendo exiladas ou presas acusadas de crimes comuns. Contribui ainda para o enfraquecimento dos movimentos opositores a perseguição do Estado a veículos de mídia que adotam postura crítica em relação ao governo. Entre os grupos de maior destaque, pode-se citar o grupo de Alexei Navalny, ex-candidato a presidente hoje preso no país e a Fundação Rússia Livre, liderada por Gary Kasparov. No parlamento, grupos minoritários incluem o Partido Comunista, de esquerda, e o Partido Liberal Democrata da Rússia, de direita.